# Emmanuelle
Emmanuelle ist die fiktionale Titelheldin einer sehr erfolgreichen erotischen Buch- und später Filmreihe von Emmanuelle Arsan. In Übersetzungen, Plagiaten und Parodien werden auch die Varianten Emanuela, Emanuelle, Emmanuele, Emanuele und Emmannuelle verwendet.

## Die Bücher
Unter dem Pseudonym Emmanuelle Arsan erschienen insgesamt vier „Emmanuelle“-Romane, der erste 1959 in Paris bei Édition Clandestine. Die Erlebnisse der Protagonistin werden überwiegend aus der personalen Erzählsituation geschildert, wobei sie durch den identischen Vornamen eine Kongruenz von Autorin und Protagonistin zwar andeutet, aber nicht konkretisiert. Jedem Kapitel ist (zumindest im ersten Buch) ein Zitat eines berühmten Dichters oder Philosophen (z. B. Ovid, Nietzsche) vorangestellt. Neben den Schilderungen zahlreicher sexueller Handlungen und erotischer Konstellationen wird eine spezielle Philosophie des Erotismus propagiert, einer sexuellen Utopie, die vor allem einen Anspruch erhebt auf einen freisinnigeren und radikal anderen Umgang der Geschlechter miteinander. Eifersucht, Monogamie, sexuelle Tabus und Askese werden dabei als Vereinsamung und Mangel an Liebesfähigkeit interpretiert.
Emmanuelle lernt in den Armen zahlreicher Partner beiderlei Geschlechts die erlösende Kraft des Eros kennen. Diese Kraft führt sie zu der absoluten Freiheit, allein und ohne Rücksicht auf Konventionen über die eigenen Sinne und Tabus zu bestimmen. Zudem gibt sie ihr Wissen freizügig an ihre Geliebten und an ihre Leser weiter.
Ihre „Philosophie der Lust“ als ein hauptsächlich ins Sexuelle übersetzter konsequenter Hedonismus erinnert dabei an Gedanken von Georges Bataille („Der heilige Eros“), wirkt allerdings wesentlich positiver, heiterer und optimistischer, wie einmal ein französischer Schriftsteller bemerkt hat:

„Bei Arsan ist der Erotismus optimistisch, strahlend, leuchtend, vergleichbar einem Monument zum Ruhme des vom Erdenschlamm und von der uralten Knechtschaft befreiten Menschen.“

Emmanuelle war jahrelang ein Underground-Bestseller und wurde bereits in zehn Sprachen übersetzt. Erste Abschriften des damals noch unveröffentlichten ersten Romans sollen schon Ende der 1950er Jahre in Frankreich in Umlauf gewesen sein. In Deutschland werden die Bücher immer wieder neu verlegt; die neueste Ausgabe erschien um die Jahrtausendwende bei Rowohlt und ist erneut vergriffen.

## Die Filme
Der erste Emmanuelle-Film Io, Emmanuelle mit Erika Blanc in der Titelrolle erschien 1969 in Italien; ihm war kein kommerzieller Erfolg beschieden. 1974 folgte Emmanuelle (deutscher Verleihtitel: Emanuela) mit der Niederländerin Sylvia Kristel in der Titelrolle. Der von Just Jaeckin gedrehte Film war sowohl in Frankreich als auch international enorm erfolgreich. Allein in Paris lief der Film über acht Jahre lang und lockte dabei mehr als 3 Millionen Zuschauer in die Vorstellungen. Dieser Erfolg trat eine Lawine von Emmanuelle-Filmen los, darunter zahlreiche autorisierte Fortsetzungen, aber auch Plagiate, wie die italienische Black-Emanuelle-Serie mit Laura Gemser, sowie zahlreiche weitere Varianten.
Schon die offizielle Emmanuelle-Filmreihe brachte es zwischen 1974 und 1993 auf stattliche sieben Episoden, davon fünf mit Sylvia Kristel in der Hauptrolle. Bereits 1975 lief in Italien die unautorisierte Black-Emanuelle-Reihe an (aus rechtlichen Gründen wurde der Name mit nur einem „m“ geschrieben), in der die gebürtige Indonesierin Laura Gemser – sie war im selben Jahr auch noch in einer Nebenrolle in dem zweiten französischen Emmanuelle-Film aufgetreten – die Titelrolle spielte und bei denen zumeist Joe D’Amato die Regie führte.
Darüber hinaus wurde die Rolle u. a. noch von Mia Nygren, Monique Gabrielle und Natalie Uher gespielt.
Für die frühen Veröffentlichungen benutzte man für den deutschsprachigen Raum den Namen Emanuela. Die ungeschnittenen Versionen dieser Erotikfilm-Reihe waren in Deutschland fast alle indiziert, liefen in den 1990ern aber teilweise unzensiert, trotz unverhülltem Geschlechtsverkehr auf deutschen Privatsendern. Die Filme verließen jedoch niemals die Schutzzone des Soft-Erotischen.
Am 29. Mai 2019 wurde der letzte, siebte Teil der Originalreihe von der Index-Liste gestrichen. Somit sind in Deutschland erstmals alle offiziellen sieben Teile der Filmreihe, nach der jeweiligen Verjährung von 25 Jahren seit ihrer Indizierung, nicht mehr indiziert.
Charakteristisch für die Filme ist, dass sie im „exotischen“ Ausland spielen, dass in ihnen – wie in der Romanvorlage – ausführlich über Liebe philosophiert wird und dass die zahlreichen expliziten Szenen „softcore“, teilweise sehr ausgefallen, mit großem Aufwand gefilmt und als traumhafte Sequenzen gestaltet sind – meistens bei sanfter Hintergrundmusik. Emmanuelle selbst hat den Charakter einer sehr jungen und unschuldigen, aber gleichzeitig sinnlichen, bisexuellen, selbstbestimmten und modernen Frau, die mit ihrem Ehemann in einer offenen Beziehung, sorglos und in erheblichem Wohlstand lebt. Körperliche Liebe in allen Spielarten wird dabei als selbstverständliche Erweiterung von gefühlsmäßiger Liebe dargestellt, wobei diese Haltung auch von Dritten geteilt wird. Spätere Filme wichen allerdings von diesem Schema zunehmend ab.
„Ihre Orgien wurden im romantischen Geist gefeiert, das unverhüllte Fleisch kam weichgezeichnet ins Bild, die Geilheit des handelnden Personals hatte mit Ästhetik zu tun. Die Vorliebe der Filmemacher, die in der sexuellen Revolution standen, Nacktheit makellos zu zeigen, kann man Manierismus, Terrorismus oder einfach Verzweiflung über die noch immer konservativen Verhältnisse nennen. Sie hatte jedoch zweifellos auch etwas mit einer romantischen Vorstellung vom Sex zu tun, also mit dem Versuch, Sexualität im Kinobild nicht in Farben des Niedrigen, Vulgären oder Schmutzigen zu malen.“ (in: B. Schulz, „Geschichte des erotischen Films“, S. 103–104).
1978 drehte der englische Regisseur Gerald Thomas als weiteren Teil der erfolgreichen Carry-On-Filmreihe eine Parodie auf die Emmanuelle-Filme. Um Probleme mit dem Urheberrecht zu vermeiden, entschloss man sich, einfach ein weiteres „n“ in den Namen einzufügen, sodass der Film im Original Carry On Emmannuelle heißt – und der deutsche Titel Mach’ weiter, Emmanuelle.

### Emmanuelle mit Sylvia Kristel et al.
- Emmanuelle (dt. Emanuela / Emmanuelle – Die Schule der Lust, 1974), mit Sylvia Kristel
- Emmanuelle 2 – Garten der Liebe (Emmanuelle l’antivierge, übersetzt „Die Anti-Jungfrau,“ 1975), mit Sylvia Kristel in der Hauptrolle, die spätere „Emanuelle“ Laura Gemser in einer Nebenrolle
- Goodbye Emmanuelle (1977), wieder mit Sylvia Kristel in der Hauptrolle
- Emmanuelle 4 (1984), Sylvia Kristel teilt sich die Hauptrolle mit ihrer Nachfolgerin Mia Nygren; Emmanuelle gibt sich mit Hilfe der plastischen Chirurgie ein völlig neues Aussehen, die verwandelte Emmanuelle wird dann von Nygren gespielt
- Emmanuelle 5 (dt. Emmanuelle – Im Harem des Prinzen, 1987), mit Monique Gabrielle
- Emmanuelle 6 (dt. Emmanuelle – Amazone des Dschungels, 1988), mit Natalie Uher
- Emmanuelle 7 (dt. Digital Love, 1993), wieder mit Sylvia Kristel

### Emmanuelle mit Marcela Walerstein
Marcela Walerstein als „junge Emmanuelle“ in einer siebenteiligen französischen TV-Filmreihe aus dem Jahre 1993. Sylvia Kristel tritt in einer Nebenrolle auf.
- Emmanuelle in Tibet (Éternelle Emmanuelle, 1993)
- Emmanuelle in Afrika (La revanche d’Emmanuelle, 1993)
- Emmanuelle in Venedig (Emmanuelle à Venise, 1993)
- Emmanuelles Freundin (L'amour d’Emmanuelle, 1993)
- Emmanuelles Zauber (Magique Emmanuelle, 1993)
- Emmanuelles Parfüm (Le parfum d’Emmanuelle, 1993)
- Emmanuelles Geheimnis (Le secret d’Emmanuelle, 1993)

### Emmanuelle mit Krista Allen („Emmanuelle in Space“)
Krista Allen spielt die Emmanuelle in einer siebenteiligen TV-Filmreihe mit Science-Fiction-Aufhängern aus dem Jahre 1994, im englischen Original Emmanuelle in Space genannt:
- Emmanuelle – Botschafterin der Liebe (aka First Contact/Queen of the Galaxy, 1994)
- Emmanuelle 2 – Im Rausch der Sinne (Emmanuelle 2: A World of Desire, 1994)
- Emmanuelle 3 – Lektionen in Liebe (Emmanuelle 3: A Lesson in Love, 1994)
- Emmanuelle 4 – Geheime Wünsche (Emmanuelle 4: Concealed Fantasy, 1994)
- Emmanuelle 5 – Wilde Träume (Emmanuelle 5: A Time to Dream, 1994)
- Emmanuelle 6 – Ein tiefes Verlangen (Emmanuelle 6: One Final Fling, 1994)
- Emmanuelle 7 – Was ist Liebe (Emmanuelle 7: The Meaning of Love, 1994)

### Emmanuelle mit Holly Sampson
Holly Sampson spielt die Emmanuelle in einer US-amerikanischen Video-Filmreihe:
- Emmanuelle 2000: Aus nächster Nähe (Being Emmanuelle, 2000)
- Emmanuelle 2000: Nackte Tatsachen (Emmanuelle and the Art of Love, 2000)
- Emmanuelle 2000: Zurück im Paradies (Emmanuelle in Paradise, 2000)
- Emmanuelle 2000: Ein heißes Weekend (Jewel of Emmanuelle, 2000)
- Emmanuelle 2000: Intime Begegnungen (Emmanuelle’s Intimate Encounters, 2000)
- Emmanuelle 2000: Eine Frage der Lust (Emmanuelle’s Sensual Pleasures, 2001)
- Emmanuelle 2000: Pikante Lektionen (Emmanuelle Pie, 2003)
- Emmanuelle 2000 (2001)

Die Reihe wurde auch als DVD-Sammelbox Emmanuelle: Ultimate Erotic Selection – Lust auf Abenteuer veröffentlicht.

### Emmanuelle mit Natasja Vermeer
Natasja Vermeer spielt die Emmanuelle in einer US-amerikanischen Video-Filmreihe:
- Emmanuelle the Private Collection: Sex Goddess (2003)
- Emmanuelle the Private Collection: Emmanuelle vs. Dracula (2004)
- Emmanuelle the Private Collection: Sex Talk (2004)
- Emmanuelle the Private Collection: The Sex Lives of Ghosts (2004)
- Emmanuelle the Private Collection: Sexual Spells (2004)
- Emmanuelle the Private Collection: The Art of Ecstasy (aka Die Kunst der Ekstase, 2006)
- Emmanuelle the Private Collection: Jesse’s Secret Desires (2006)
- Emmanuelle Tango (2006)

### Emmanuelle mit Allie Haze
Allie Haze spielt die Emmanuelle in einer siebenteiligen US-amerikanischen Video-Filmreihe:
- Emmanuelle Through Time: Emmanuelle’s Skin City (2011)
- Emmanuelle Through Time: Emmanuelle’s Sexy Bite (2011)
- Emmanuelle Through Time: Sex, Chocolate & Emmanuelle (2011)
- Emmanuelle Through Time: Rod Steele 0014 & Naked Agent 0069 (2011)
- Emmanuelle Through Time: Emmanuelle’s Supernatural Activities (2011)
- Emmanuelle Through Time: Emmanuelle’s Sex Tales (2011)
- Emmanuelle Through Time: Emmanuelle’s Forbidden Pleasures (2011)

### Andere Emmanuelle-Filme / Plagiate / Parodien / Dokumentationen / daran angelehnte Filme
Frankreich:
- Emmanuelle (auch Mi-vie, 1968), Kurzfilm-Drama
- Emanuele – Im Teufelskreis der Leidenschaft (Je suis frigide... pourquoi? auch Im Garten der Wollust – Pourquoi?, 1972), für Erwachsene[1]
- Perverse Emanuelle (Tendre et perverse Emanuelle, 1973), Thriller mit Norma Kastel
- Nea – Ein Mädchen entdeckt die Liebe (Néa auch A Young Emmanuelle, 1976), Drama mit Ann Zacharias (Frankreich, Deutschland)
- Emanuela 77 (La marge, 1976), Drama mit Sylvia Kristel
- Emanuelle und Lolita (Emanuelle e Lolita, 1978), mit Nieves Navarro als Emanuelle
- Emmanuelle geht nach Cannes (Emmanuelle à Cannes, 1980), mit Olinka Hardiman als Marilyn, f. Erw.
- Emmanuelle – Im Teufelskreis der Leidenschaft (Le Journal érotique d'une Thailandaise auch Emanuele 3, 1980), Abenteuerfilm f. Erw. mit Sylvie Cointre (Frankreich, Italien, Hongkong)
- La vie érotique de la grenouille (2003), TV-Film mit Agathe de La Boulaye als Emmanuelle
- An Erotic Success: The Making of 'Emmanuelle' (2007), Video-Dokumentation
- Emmanuelle, Filmdrama von Audrey Diwan (2024)

Italien:
- Black Emanuelle, eine italienische „Emanuelle“-Filmreihe
- Foltergarten der Sinnlichkeit (Emanuelle e Françoise le sorelline, 1975, Regie: Joe D’Amato) Thriller mit Rosemarie Lindt als Emanuelle
- Laura (Laure auch Emmanuelle für immer, 1976), Drama mit Annie Belle und Emmanuelle Arsan (Italien, Frankreich)
- Annie Belle – Zur Liebe geboren (La fine dell’innocenza auch Blue Belle/Teenage Emanuelle, 1976), Drama mit Annie Belle (Ital., Gbr.)
- Emanuela – Dein wilder Erdbeermund (Inibizione, 1976), Drama mit Claudine Beccarie
- Ecco lingua d’argento (engl. Emmanuelle’s Silver Tongue, 1976), Komödie mit Nadia Cassini als Emmanuelle[2]
- Die Zuchtfarm der Sklaven (Emanuelle bianca e nera, 1976) Mit Malisa Longo als „White Emanuelle“[3]
- Yellow Emanuelle (Il mondo dei sensi di Emy Wong auch Emanuelle – Die Sucht der Sinne, 1977, Regie: Bitto Albertini) Drama mit Chai Lee
- Intime Beichte einer Frau (Il mondo porno di due sorelle auch Emanuelle And Joanna, 1979), Drama mit Sherry Buchanan als Emanuela
- Quella porcacciona di mia moglie (engl. Teenage Emmanuelle, 1981), mit Catherine Ringer als Emanuelle (Ital., Frankr.), f. Erw.
- Tradita a morte (engl. Lady Emanuelle, 1989), Drama mit Malù als Emanuelle

Deutschland – 3 Komödien, die mit dem Charakter Emmanuelle nichts zu tun haben:
- Liebesmarkt (engl. Emanuelle Meets the Wife Swappers, 1973), Komödie
- Nackt und keß am Königssee (auch Emanuelle in Oberbayern, 1977), Komödie für Erwachsene[4]
- Blutjunge Biester … zu allem bereit (auch Prall und drall in Oberbayern/Emmanuelles Töchter, 1984), Komödie

Großbritannien:
- Emmanuelle Goes Greek (griech. Roxani, i odysseia tou sex, 1976), Drama mit Natalie Danika
- Mach’ weiter, Emmanuelle (Carry On Emmanuelle, 1978), Komödie mit Suzanne Danielle als Emmanuelle Prevert
- Emmanuelle in Soho (1981), mit Angie Quick als „Emmanuelle of Soho“
- Emmanuelle: A Hard Look (2000), Dokumentation über die Emmanuelle Filme mit Sylvia Kristel, Laura Gemser etc.
- The Dark Side of Porn – Hunting Emmanuelle (2006), Dokumentations-Serie mit einer Emmanuelle Episode (Staffel 2, Folge 3)

USA:
- Emanuelle im Lustschloß der Sinnlichkeit (The Journey of O, 1976), f. Erw.
- Daughters of Emmanuelle (1983), f. Erw.
- Die verdorbenen Mädchen vom Mars (Bad Girls from Mars auch Emmanuelle in Hollywood, 1990), Komödie mit Edy Williams als Emanuelle
- The Joys of Emmanuelle, Parts 1–3 (2001), Video-Kurz-Dokumentationen zu den ersten drei Emmanuelle-Filmen[5]
- Emmanuelle in Rio (2003), TV-Drama mit Ludmilla Ferraz als Emmanuelle
- Soft Sell: Emmanuelle in America (2007), Video-Dokumentation
- Emmanuelle in Wonderland (2012), Komödie mit Allie Haze als Emmanuelle (USA, Thailand, Ägypten, Brasilien)
- Today is Yesterday Tomorrow (2012), Komödie mit Allie Haze als Emmanuelle

Hong Kong:
- Li san jiao wei zhen di yu men (auch The Dragon Lives Again, 1977); Action-Komödie, in der Bruce Lee (gespielt von Siu-Lung Leung) neben anderen Film-Figuren auch Emmanuelle trifft[6]
- Heung Gong Ngaai Maan Nau (auch Hong Kong Emmanuelle/Xiang Gang Ai Man Niu, 1977), Drama mit Deborah Dik
- In den Klauen des C.I.A. (auch Kung Fu Emanuelle/Ai man niu huo bing gong fu liang, 1982), Action – hat nichts mit dem Charakter der Emanuelle zu tun (Hong Kong, Spanien)
- Emmanuelle in Hong Kong (Heung Gong ngaai maan nau ji sau sing pui yuk, 2003), Drama mit Crystal Sun als Emmanuelle

Japan:
- Tôkyô Emmanuelle fujin: kojin kyôju (1975), mit Kumi Taguchi
- Wilde Emmanuelle im Paradies der Lust (auch Emmanuelle in Tokyo/Tokyo Emmanuelle fujin, 1976), mit Kumi Taguchi
- Koko Emanuelle: nureta doyobi (1978), Drama

andere:
- The Daughter of Emanuelle (La fille d'Emmanuelle, 1975), mit Greta Vayan als Emanuelle (Belgien, Frankreich, Italien), f. Erw.
- Emanuelle Tropical (Brasilien, 1977)
- Madame O und ihre ganz teuren Mädchen (Agent 69 Jensen i Skorpionens tegn auch Emmanuelle in Denmark, DK, 1977), Komödie f. Erw.
- A Filha de Emmanuelle (Brasilien, 1980), Drama
- Brown Emmanuelle (Philippinen, 1982), mit Myrna Castillo
- Las orgías inconfesables de Emmanuelle (Spanien, 1982), Drama mit Muriel Montossé als Emmanuelle
- Seoul Emmanuelle (Südkorea, 1993), Thriller

### Titel laut Indizierungsliste
In Deutschland befanden sich die folgenden Titel auf der Liste indizierter Filme:
- Emanuela (Emmanuelle) (seit 31. Juli 2008 nicht mehr indiziert)
- Emanuela – Alle Lüste dieser Welt (seit 30. November 2008 nicht mehr indiziert)
- Emanuela – Dein wilder Erdbeermund (seit 31. Januar 2008 nicht mehr indiziert)
- Emanuelle (engl.) (seit 31. Juli 2008 nicht mehr indiziert)
- Emanuelle II (engl.) (seit 30. November 2004 nicht mehr indiziert)
- Emmanuelle – Im Teufelskreis der Leidenschaft (international auch vermarktet als Emanuele) (1980, mit Marilyn Jess und Brigitte Lahaie) (seit 31. Juli 2015 nicht mehr indiziert)
- Emmanuelle 6 (seit 31. Januar 2014 nicht mehr indiziert)

Folgende Titel befinden sind in Deutschland noch auf der Liste indizierter Filme:
- Emanuela – Queen of Sados (Emanuela – Die Nackte von Sados)
- Emmanuelle – Black and White
- Emmanuelles Töchter (Blutjunge Biester … zu allem bereit)
- Emanuelle e Gli Ultimi Cannibali (in Deutschland Emanuelle und die letzten Kannibalen bzw. Nackt unter Kannibalen)
- Emanuelle – Sinnlichkeit hat tausend Namen

## Emmanuelle als Comic
Die literarische Vorlage ist auch vom italienischen Comiczeichner Guido Crepax adaptiert worden (Emmanuelle, 1978, Olympia Press, Mailand).